# 노르웨이 노벨 위원회

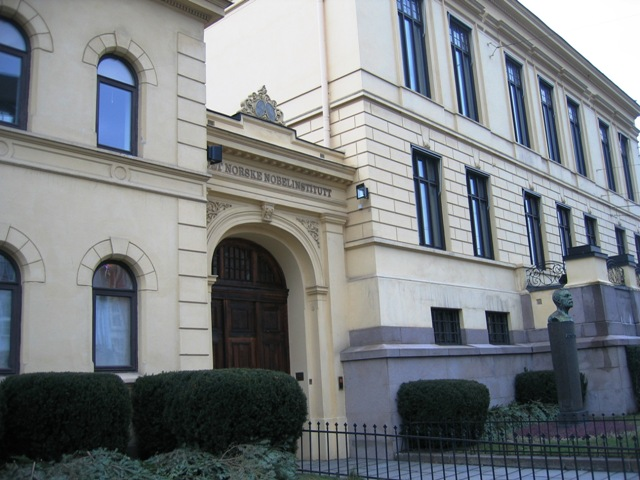

노르웨이 노벨 위원회(노르웨이어: Den norske Nobelkomité)는 노벨 평화상을 심사하는 기관이며, 노르웨이 국회의 5명이 심사 위원을 맡고 있다. 위원회는 5명의 위원이 그 중에서 선정된 대표자로 구성된다. 노벨 연구소의 소장이 위원회의 사무국장을 맡고있다. 노르웨이인만이 위원회의 위원이 꼭 되는 것은 아니다. 위원회는 5명의 위원과 3명의 예비 요원을 재선 가능성 포함 6년간의 임기로 선출한다. 위원회는 누구로부터도 영향을 받지 않고 다수결로 결정을 내린다.